# Karl Malone
Karl Anthony Malone (* 24. Juli 1963 in Summerfield, Claiborne Parish, Louisiana) ist ein ehemaliger US-amerikanischer Basketballspieler. Während seiner aktiven Zeit war Malone auch als The Mailman („der Postbote“) bekannt. Dieser Spitzname rührt daher, dass er als Power Forward seine Bälle in den Korb so zuverlässig wie der Postbote seine Briefe in den Kasten warf.
Malone gilt nach übereinstimmenden Meinungen als einer der besten Power Forwards aller Zeiten. Er spielte insgesamt 19 Saisons in der NBA, davon 18 bei den Utah Jazz, und wurde in seiner Zeit in der US-Profiliga unter anderem zweimal MVP, sowie 14-mal NBA-All-Star. 2010 wurde er in die Naismith Memorial Basketball Hall of Fame aufgenommen. Trotz seiner zahlreichen Erfolge konnte er nie die NBA-Meisterschaft gewinnen.

## Kindheit und College
Karl Malone wuchs als jüngster Sohn von neun Kindern bei seiner alleinerziehenden Mutter Shirley auf einer Farm auf. Sein Vater Shedrick Hay lebte mit einer anderen Frau und Familie zusammen. Hay starb durch Suizid, als Malone 14 Jahre alt war. Während seiner Kindheit und Jugend arbeitete Malone oft auf der Farm. Zu seinen weiteren Hobbys zählten das Jagen, Fischen und Holzhacken.
Auf der Highschool in Summerfield spielte er für das Basketballteam der Schule. Seine Mannschaft führte er zu drei „Louisiana-Class-C“-Titeln in Folge. Aufgrund seiner individuellen Leistungen wurde Malone zunächst von der University of Arkansas rekrutiert. Er entschied sich jedoch im Nachhinein, auf dem heimischen Louisiana Tech University College zu studieren und für das Basketballteam der „Louisiana Tech Bulldogs“ zu spielen.
Aufgrund schlechter Noten musste Malone sein Freshman-Jahr aussetzen. In den restlichen drei Jahren seiner Collegekarriere entwickelte sich Malone zu einem der besten Spieler des Landes. Er führte während der Saison 1984/1985 sein Team mit 29-3 an die Spitze der „Southland Conference“, und die „Bulldogs“ erreichten zum ersten Mal in ihrer Collegegeschichte die Endrunde der NCAA Division I Basketball-Championship.

## NBA-Karriere

### Erste Jahre (1985–1988)

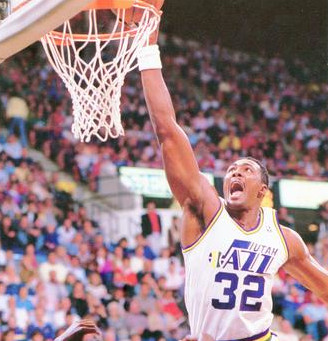
Malone in seiner Anfangszeit mit den Jazz

Im NBA-Draft 1985 wurde Malone von den Utah Jazz an 13. Stelle ausgewählt. Zunächst weigerte sich Malone, für das Team aus dem Mormonenstaat auf Korbjagd zu gehen und forcierte einen Wechsel zu den Dallas Mavericks, um näher an seiner Heimat zu sein. Später gab er jedoch zu, dass er Fan der Jazz sei, da diese ursprünglich in New Orleans, Louisiana beheimatet waren, ehe das Team nach Salt Lake City umzog.
Malone entwickelte sich unter Headcoach Frank Layden zu einem der besten Rookies seines Jahrgangs. Mit 14,9 Punkten und 8,9 Rebounds pro Spiel wurde er ins NBA All-Rookie Team berufen und Dritter bei der Wahl zum NBA Rookie of the Year. Nachdem das Jazz-Management seinen Starspieler Adrian Dantley zu den Pistons transferierte, avancierte Malone zum besten Spieler der Jazz. In seinem zweiten Jahr verbuchte Malone bereits 21,7 Punkte und 10,4 Rebounds pro Spiel und war trotz seiner 24 Jahre der unumstrittene Führungsspieler der Jazz.
1987 übernahm mit John Stockton der bisherige Ersatzspieler für Ricky Green die Aufgaben des startenden Spielmachers. Gemeinsam mit Stockton bildete Malone ein gefährliches Duo, das aufgrund der lehrbuchartigen Beherrschung des Pick-and-roll-Spielzuges den Beinamen 'Stockalone' erhielt. 1988 wurde Malone erstmals in das All-Star-Game berufen, die erste Berufung von insgesamt 14, die in seiner Karriere noch folgten. Er führte die Western Conference mit 22 Punkten an, jedoch verlor seine Westauswahl gegen die Ostauswahl. Malone erzielte in jener Saison 27,1 Punkte pro Spiel und wurde zum ersten Mal in seiner Karriere in das All-NBA First Team berufen. Bis 1999 stand Malone ununterbrochen in der Startformation. Mit den Utah Jazz erreichte Malone die zweite Playoff-Runde, die Jazz schieden jedoch gegen die Los Angeles Lakers aus.

### Aufstieg zum All-Star (1988–1990)
Im Sommer 1988 unterschrieb Malone einen Zehnjahresvertrag bei den Jazz. Im Dezember 1988 bekamen diese mit Jerry Sloan einen neuen Headcoach. Frank Layden wechselte in das Management der Jazz. Erneut wurde Malone in das All-Star Game 1989 berufen und mit 28 Punkten, 9 Rebounds sowie 3 Assists zum MVP des All-Star Game gewählt. Mit 29,1 Punkten wurde er hinter Michael Jordan bester Scorer in der Liga, mit 10,7 Rebounds erreichte Malone die fünftbeste Platzierung. In den Playoffs schieden die Jazz in der ersten Runde gegen die Golden State Warriors aus. Während der Saison 1989–90 gelang Malone ein persönlicher Rekord, als er am 27. Januar 1990 in nur 33 Minuten 61 Punkte gegen die Milwaukee Bucks erzielte. Durchschnittlich erzielte Malone 31,0 Punkte und 11,1 Rebounds pro Spiel. Die Jazz schieden gegen die Phoenix Suns erneut in der ersten Playoffrunde aus.

### Olympiasieger und Superstar (1990–1996)
Zwischen 1992 und 1996 erzielte Karl Malone regelmäßig 25 Punkte und 10 Rebounds pro Spiel und gehörte zu den besten Spielern der Liga. 1992 wurde Malone gemeinsam mit Teamkollege Stockton Mitglied des Dream Teams, das mit Stars wie Magic Johnson, Charles Barkley, Larry Bird und Michael Jordan bei den Olympischen Sommerspielen in Barcelona Gold gewann. Obwohl er bei den Olympischen Spielen mit Johnson auf dem Feld stand, war Malone Wortführer der Gruppe, die sich nach den Spielen gegen das von Johnson für die Saison 1992/93 angestrebte NBA-Comeback aussprach, da sie Angst vor einer vermeintlichen Ansteckungsgefahr durch Wunden oder sogar Schweiß bei dem mit dem HI-Virus infizierten Johnson hatten. Bei den Olympischen Sommerspielen 1996 in Atlanta, gewannen Stockton und Malone als Mitglieder des 'Dream Team III' erneut die Goldmedaille.
Während der Saison 1992/93 wurde Malone zusammen mit Stockton zum Co-MVP des All-Star Game in ihrer Heimatstätte Salt Lake City ernannt. 1994 verstärkte sich die Jazz mit Jeff Hornacek. Malone und die Jazz erreichten dreimal die 'Western Conference Finals' (1992, 1994 und 1996), schieden jedoch immer knapp aus.

### Finalteilnahmen mit den Jazz (1997–1998)

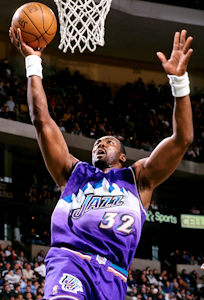
Karl Malone (1997)

In der NBA-Saison 1996–97 etablierten sich die Jazz als bestes Team im Westen. Malone erzielte 27,4 Punkte pro Spiel. Für seine individuellen und mannschaftlichen Erfolge wurde Karl Malone zum NBA Most Valuable Player der Saison gewählt. Utah erreichte 1997 erstmals in der Teamgeschichte die NBA-Finals. Die Jazz unterlagen jedoch den Chicago Bulls mit 2:4. Malone zeigte besonders in Spiel 6 Nerven und strauchelte in den entscheidenden Minuten von der Freiwurflinie.
Das Jahr darauf schlossen die Jazz die Saison als bestes Team der NBA ab. Erneut erreichten die Jazz die NBA-Finals, wo sie erneut auf die Bulls trafen. Malone spielte eine gute Serie, jedoch unterlief ihm im entscheidenden sechsten Spiel ein Fehler, als er den Ball im Low-Post an Michael Jordan verlor und dieser die entscheidenden Punkte für die Bulls machte. Der letzte Angriff der Jazz schlug fehl, als John Stockton den Wurf in letzter Sekunde knapp daneben setzte. Damit unterlagen die Jazz erneut mit 2:4 gegen die Bulls.

### Letzte Jahre bei den Jazz (1998–2003)
Mit dem Rücktritt Michael Jordans witterten Malone und die Jazz ihre Chance, die ersehnte Meisterschaft nach Utah zu holen. In der auf 50 Spiele verkürzten NBA-Saison 1998/99 gewann Malone erneut die MVP-Auszeichnung und führte Utah zu 37 Siegen. Utah verlor jedoch gegen die Portland Trail Blazers in der zweiten Playoff-Runde.
Auch die kommenden Jahre blieben die Jazz hinter den Erwartungen zurück. Trotz namhafter Verstärkungen wie Donyell Marshall oder Matt Harpring erreichten sie bis 2003 nie mehr den Einzug in die Western Conference-Finals. Auch Malones Punkteausbeute sank von 25,5 Punkte pro Spiel (1998/99) auf 20,6 (2002/03). Dennoch galt er trotz seines hohen Alters immer noch als einer der besten Spieler auf seiner Position. In der Saison 1999/00 überbot Malone Michael Jordan nach Punkten und belegte den zweiten Platz in der ewigen Scorer-Liste der NBA-Geschichte hinter Kareem Abdul-Jabbar. Erst in der Saison 2021/22 gelang es LeBron James, Malone zu überbieten.

### Gastspiel bei den Lakers (2003–2004)
Im Jahre 2003 trat Malones langjähriger Teamkollege und Freund John Stockton vom professionellen Basketballsport zurück. Malone verließ die Utah Jazz als Free Agent und unterschrieb bei den Los Angeles Lakers, um noch ein letztes Mal um den Titel mitspielen zu können. Aufgrund von Verletzungen spielte er nur die Hälfte der Saison mit. An der Seite von Shaquille O’Neal, Kobe Bryant und Gary Payton erreichten die Lakers die NBA-Finals. Trotz ihrer Favoritenrolle unterlagen die Lakers den Detroit Pistons mit 1:4 in der Best-of-Seven-Serie. Verletzungsbedingt spielte Malone die ersten vier Spielen der Finalserie mit mäßigen Leistungen mit, das fünfte und letzte Spiel setzte er vollständig aus.

### Free Agent und Rücktritt (2004–2005)
Nach dem verlorenen Finale wurde Malone erneut Free Agent. Aufgrund der Verletzung und teaminterner Probleme mit Kobe Bryant kehrte Malone nicht mehr zu den Lakers zurück. Während der Saison 2004–05 kamen Gerüchte auf, dass Malone es bei den New York Knicks und San Antonio Spurs nochmal versuchen würde. Diese Gerüchte bewahrheiteten sich jedoch nie. Am 13. Februar 2005 erklärte Karl Malone im Alter von 41 Jahren im Delta Center seinen Rücktritt vom Profisport.

## Trainertätigkeit
Im Mai 2013 kehrte Malone als Big Man Coach zu den Jazz zurück. Bei den Jazz sollte er die Entwicklung der jungen Jazzspieler Derrick Favors und Enes Kanter fördern. Nach einem Jahr war sein Engagement beendet.

## Sonstiges
Mit 1.434 Spielen für die Utah Jazz ist Malone nach John Stockton (1.594) der „loyalste“ Spieler der Franchise-Geschichte. Mit 1.412 Spielen haben Stockton und Malone („Stockalone“) so viele Spiele gemeinsam gespielt, wie kein anderes Duo in der NBA-Geschichte. Zwischen 1987 und 1998 erzielte Malone in elf Spielzeiten in Folge jeweils mehr als 2.000 Punkte pro Saison.
Das erste Triple-Double seiner NBA-Karriere schaffte er in seinem 860. Spiel. Damit ist er unter allen NBA-Spielern, die in ihrer Karriere in der NBA mindestens ein Triple-Double erzielten, der Spieler, der die meisten Spiele bis zu seinem ersten Triple-Double absolvierte. Malone ist außerdem der älteste NBA-Spieler, der ein Triple-Double erreichte (40 Jahre und 127 Tage).

## Auszeichnungen
- 2 × NBA Most Valuable Player (MVP) (1997, 1999)
- 14 × NBA-All-Star (1988–1998, 2000–2002), kam in 12 Spielen zum Einsatz
- 2 × All-Star Game MVP (1989, 1993)
- 11 × All-NBA-First Team (1989–1999)
  - 2 × All-NBA Second Team (1988, 2000)
  - All-NBA Third Team (2001)
- 3 × NBA All-Defensive First Team (1997–1999)
  - NBA All-Defensive Second Team (1988)
- NBA-All Rookie Team (1986)
- 2 × Olympiasieger (1992, 1996)
- Aufnahme in die Naismith Memorial Basketball Hall of Fame (10. August 2010)
- Aufnahme in die Liste der 50 besten NBA-Spieler aller Zeiten (1996)
- Am 23. März 2006 erklärten die Utah Jazz, dass Malones Trikotnummer 32 nicht mehr vergeben wird. Ebenso wurden Malone und John Stockton mit Bronzestatuen geehrt, die vor dem Eingang des Delta Center (jetzt Vivint Smart Home Arena) aufgestellt wurden.

## Persönliches
Karl Malone ist seit 1990 mit der ehemaligen „Miss Idaho“ Kay Kinsey verheiratet. Gemeinsam haben sie vier Kinder. Aus früheren Beziehungen hat Malone noch drei weitere Kinder: Demetrius Bell, dessen Mutter bei seiner Geburt 13 Jahre alt war; sowie die Zwillinge Daryl und Cheryl Ford. Bell war unter anderem Spieler der Buffalo Bills in der NFL, Ford spielt Basketball und war von 2003 bis 2009 bei den Detroit Shock in der WNBA aktiv.
Malone ist begeisterter Truck-Fan und besitzt ein Autohaus mit dem Firmennamen „Karl Malone Toyota“ in Utah.
Malone ist Vorstandsmitglied der National Rifle Association.
In der Late-Night-Show Jimmy Kimmel Live gab es zwischen 2017 und 2018 eine Rubrik namens All alone with Karl Malone in der Karl Malone von Jimmy Kimmel zu vermeintlichen essentiellen Dingen wie Tiere, Essen, aber auch Malones Spitznamen The Mailman befragt wurde.